# Divizia 2 Infanterie „Getica”
Divizia 2 Infanterie „Getica” este o mare unitate de nivel tactic-operativ a Armatei României, subordonată Statului Major al Forțelor Terestre. Comandamentul diviziei este situat în municipiul Buzău.
Divizia 2 Infanterie „Getica” este continuatoarea tradițiilor istorice și de luptă ale Armatei a 2-a, înființată în Primul Război Mondial (în baza ordinului nr. 40 al Marelui Cartier General din 15 august 1916, la data de 18 august 1916, „toate trupele și serviciile prevăzute prin lucrările Ipotezei Z, vor trece sub ordinele superioare ale Comandamentului Armatei a 2-a”).

## Armata a 2-a

### Operațiile Armatei a 2-a în Primul Război Mondial
Militarii Armatei a 2-a participă la acțiunile de luptă din Primul Război Mondial de pe frontul Carpaților, din anul 1916, precum și la luptele din vara anului 1917.
Armatei a 2-a îi a participat la marea ofensivă de la Mărăști și la operația de la Oituz din vara anului 1917.
La 1 august 1918, Armata a 2-a primește ordin de demobilizare. 

### Operațiile Armatei a 2-a în Al Doilea Război Mondial
La 12 septembrie 1939 se reînființează Armata a 2-a, urmând ca, în urma aplicării planului de restructurare a Armatei, la 22 septembrie 1940, aceasta se desființează, structurile din compunerea sa fiind resubordonate și desfășurând, în timpul celui de-Al Doilea Război Mondial, acțiuni de luptă atât pe timpul campaniei din est, cât și celei din vest.

### Evoluții postbelice

Divizia 2 Infanterie „Getica” 2020

În iunie 1947 a fost creată Regiunea a 2-a Militară, cu comandamentul la București. 
În 1960 s-a desființat Regiunea 2 Militară și se reînființează Armata a 2-a, cu comandamentul la București.
În 1980 comandamentul Armatei a 2-a a fost mutat la Buzău.
În 2000 comandamentul Armatei a 2-a a fost restructurat, devenind Comandamentul 2 Operațional Întrunit - nivel corp de armată.
În 2001 Comandamentul 2 Operațional Întrunit primește denumirea onorifică de „Mareșal Alexandru Averescu”.
În 2009 Comandamentul 2 Operațional Întrunit devine Comandamentul Operațional Întrunit.
În 2010 Comandamentul Operațional Întrunit Mareșal Alexandru Averescu se transformă în comandamentul Diviziei 2 Infanterie „Getica”.